# Nenana
Nenana is een plaats (city) in de Amerikaanse staat Alaska, en valt bestuurlijk gezien onder Yukon-Koyukuk Census Area.

## Demografie
Bij de volkstelling in 2000 werd het aantal inwoners vastgesteld op 402.
In 2006 werd het aantal inwoners door het United States Census Bureau geschat op 353, een daling van 49 (-12.2%).

## Geografie
Volgens het United States Census Bureau beslaat de plaats een oppervlakte van
15,7 km², waarvan 15,6 km² land en 0,1 km² water.

## Plaatsen in de nabije omgeving
De onderstaande figuur toont nabijgelegen plaatsen in een straal van 72 km rond Nenana.

## Trivia

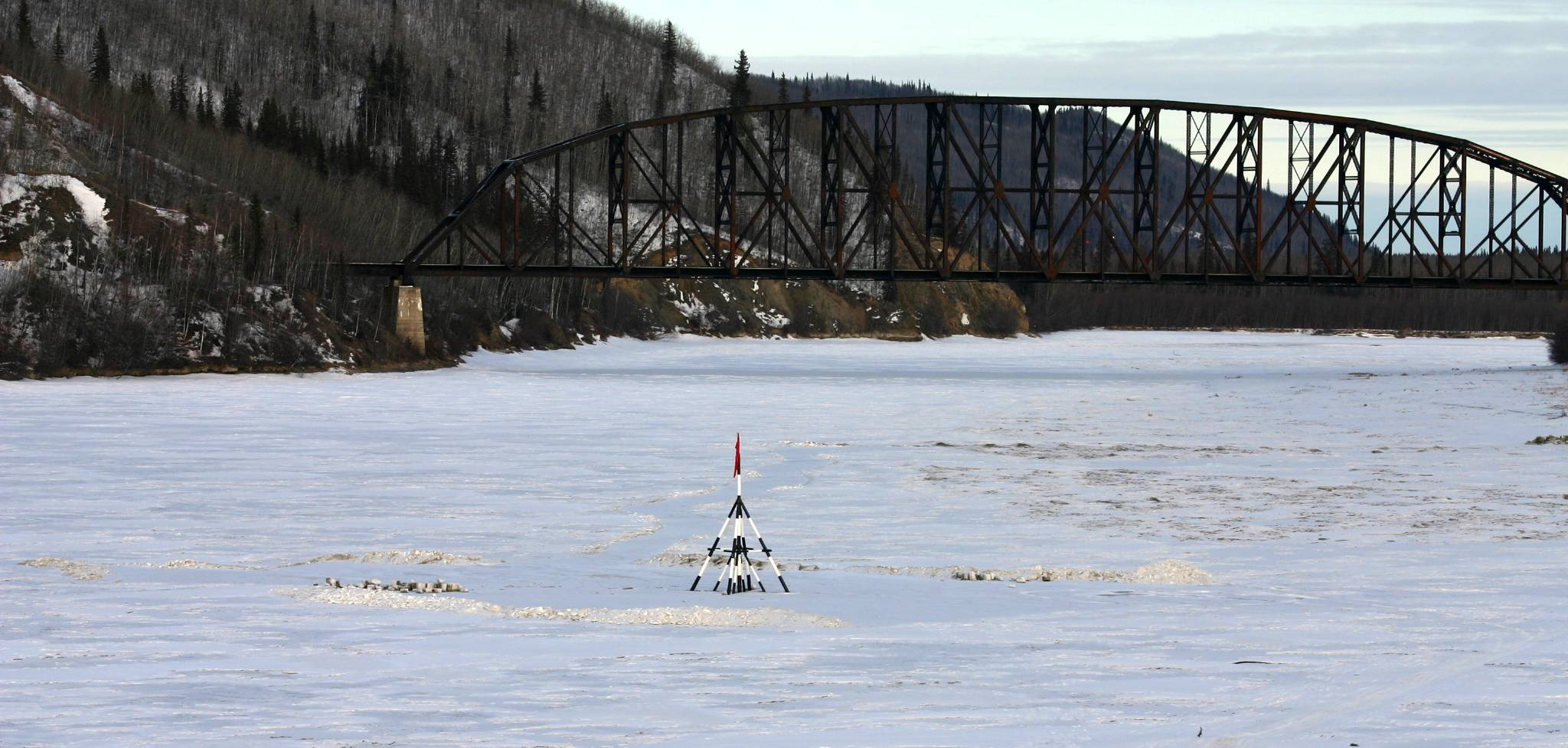
De driepoot in 2008

In Nenana wordt elk jaar de Nenana Ice Classic gehouden, een grote weddenschap met een houten driepoot. Een ongeveer vijf meter hoge houten driepoot, in de kleuren zwart en wit, wordt in de winter op het ijs van de Nenanarivier geplaatst en wordt dan door een touw verbonden met een klok op de wal. Als de dooi inzet (meestal niet eerder dan april) smelt het ijs in de rivier, totdat op een bepaald moment de driepoot erdoorheen zakt en in het water valt. Daardoor trekt hij aan het touw en wordt de klok gestopt. De weddenschap is nu dat men van tevoren kan opgeven op welke datum en tijdstip dit zal gebeuren. De inleg is 2,50 dollar. Degene die er het dichtste bij zit wint de pot. In 2018 gebeurde dit pas eind mei en de winnaar kreeg een bedrag van 3 ton (in dollars).